# Ancelle della carità

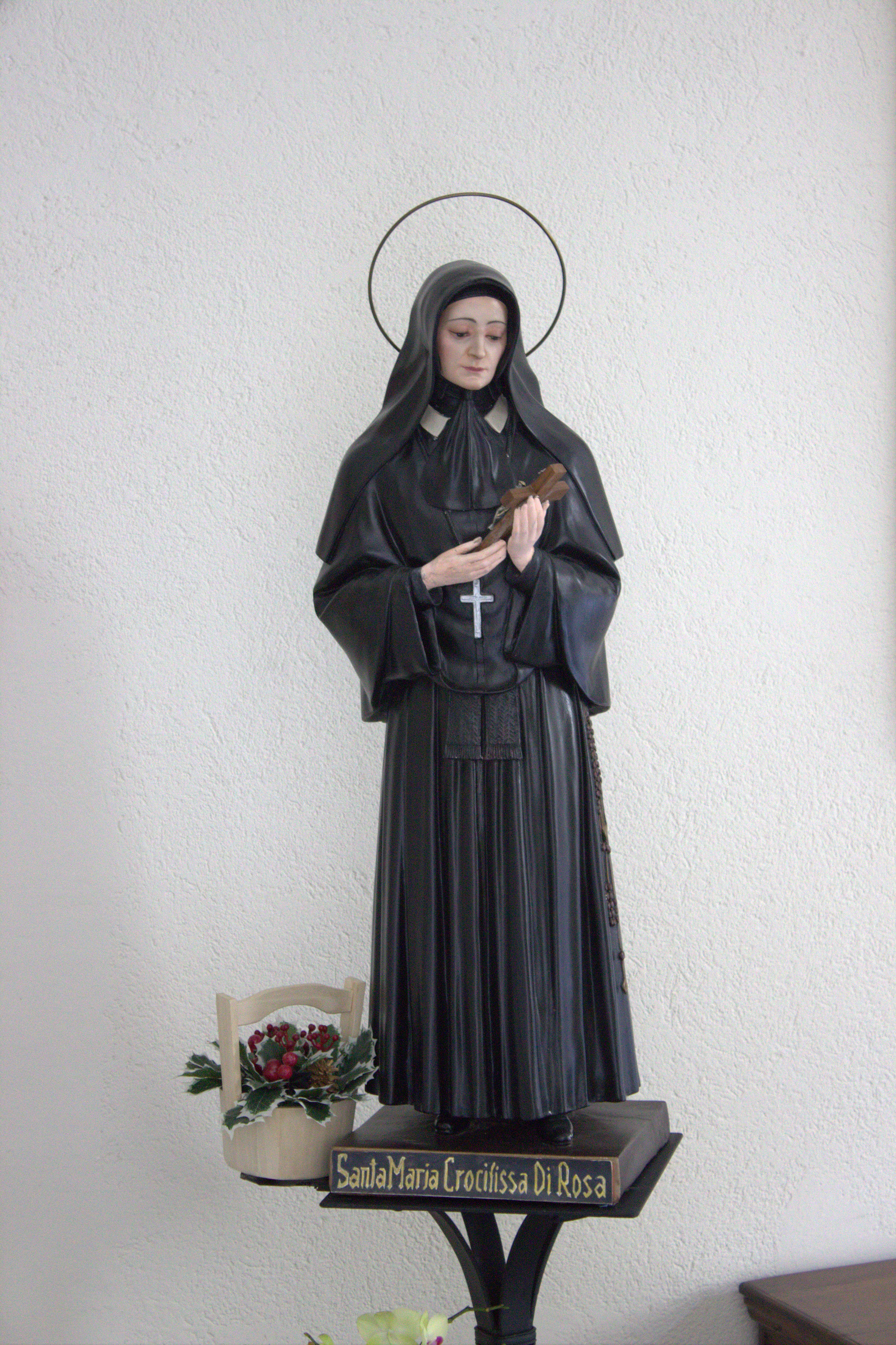
Santa Maria Crocifissa Di Rosa

Cappella della Casa madre delle Ancelle della Carità Contrada del Cavalletto 9 a Brescia.

Le Ancelle della Carità sono un istituto religioso femminile di diritto pontificio: le suore di questa congregazione pospongono al loro nome la sigla A.D.C.

## Storia
Le ancelle sono state fondate da Paola Di Rosa. La Di Rosa nacque a Brescia da una famiglia nobile e ricevette un'educazione cristiana. Orfana di madre a undici anni, venne affidata, per la sua formazione, alle monache visitandine. A diciassette anni si affiancò al padre nella gestione della famiglia, e cominciò a interessarsi della condizione delle operaie della filanda di Acquafredda e dell'educazione delle giovani di Capriano del Colle. Nel 1836, con il beneplacito di monsignor Faustino Pinzoni (suo direttore spirituale) e del padre Clemente Di Rosa, assistette i malati di colera e formò il primo gruppo di giovani volontarie. Nel 1838 promosse, sempre con il Pinzoni, una scuola per sordomute.
Il 18 maggio 1840, con l'aiuto di mons. Pinzoni e di Gabriella Echenos Bornati (1798-1844), fondò la pia unione delle Ancelle della Carità per l'assistenza e l'educazione della gioventù. Nel 1841 le Ancelle della Carità aprirono filiali a Cremona, Manerbio, Montichiari e Chiari. Nel 1848, durante una nuova epidemia di colera, Paola e le sue compagne sono di nuovo ad assistere i malati.
L'istituto ottenne l'approvazione provvisoria dell'imperatore Ferdinando il 7 maggio 1844 e quella di papa Pio IX il 23 dicembre 1847: dopo l'erezione canonica della congregazione (breve di Pio IX dell'8 aprile 1851) e la definitiva approvazione imperiale (14 aprile 1852) si poté procedere con la cerimonia della professione dei voti da parte delle prime aspiranti.
La fondatrice (in religione madre Maria Crocifissa), beatificata nel 1940, è stata proclamata santa da papa Pio XII il 12 giugno 1954.

## Attività e diffusione
Dall'assistenza ospedaliera e domiciliare (storica la presenza costante presso gli Spedali Civili di Brescia), l'apostolato delle Ancelle si è esteso alla cura degli anziani e dei bambini, con la fondazione di scuole, orfanotrofi e case di riposo, all'animazione parrocchiale negli oratori festivi e a tutte le opere di carità.
Oltre che in Italia, sono presenti nella ex Jugoslavia (Croazia, Bosnia ed Erzegovina), nell'America del Sud (Brasile, Ecuador) e in Africa (Burundi, Ruanda). La curia generalizia ha sede presso la casa madre dell'istituto, a Brescia.
Al 31 dicembre 2005, la congregazione contava 1.103 religiose in 102 case.